# Wilhelm von Lenz
Wilhelm von Lenz, född 20 maj 1808 i Riga, död 7 januari 1883 i Sankt Petersburg, var en rysk (balttysk) musikskriftställare. 
von Lenz, som var ryskt statsråd, gjorde sig känd genom arbetena Beethoven et ses trois styles (två band, 1852–55; ny upplaga 1909), Beethoven, eine Kunststudie (fem band, 1855–60), varav olika band även utkom särskilt under titlarna Kritischer Katalog (1860) och Beethoven, eine Biographie (1879; ny upplaga 1908), samt Die grossen Pianofortevirtuosen unsrer Zeit (1872). 
von Lenz arbeten över Ludwig van Beethoven är inte resultat av pålitlig och nykter forskning, men ha genom författarens entusiasm bidragit att väcka allmännare intresse för den store musikerns verk.